# Iglesia libre

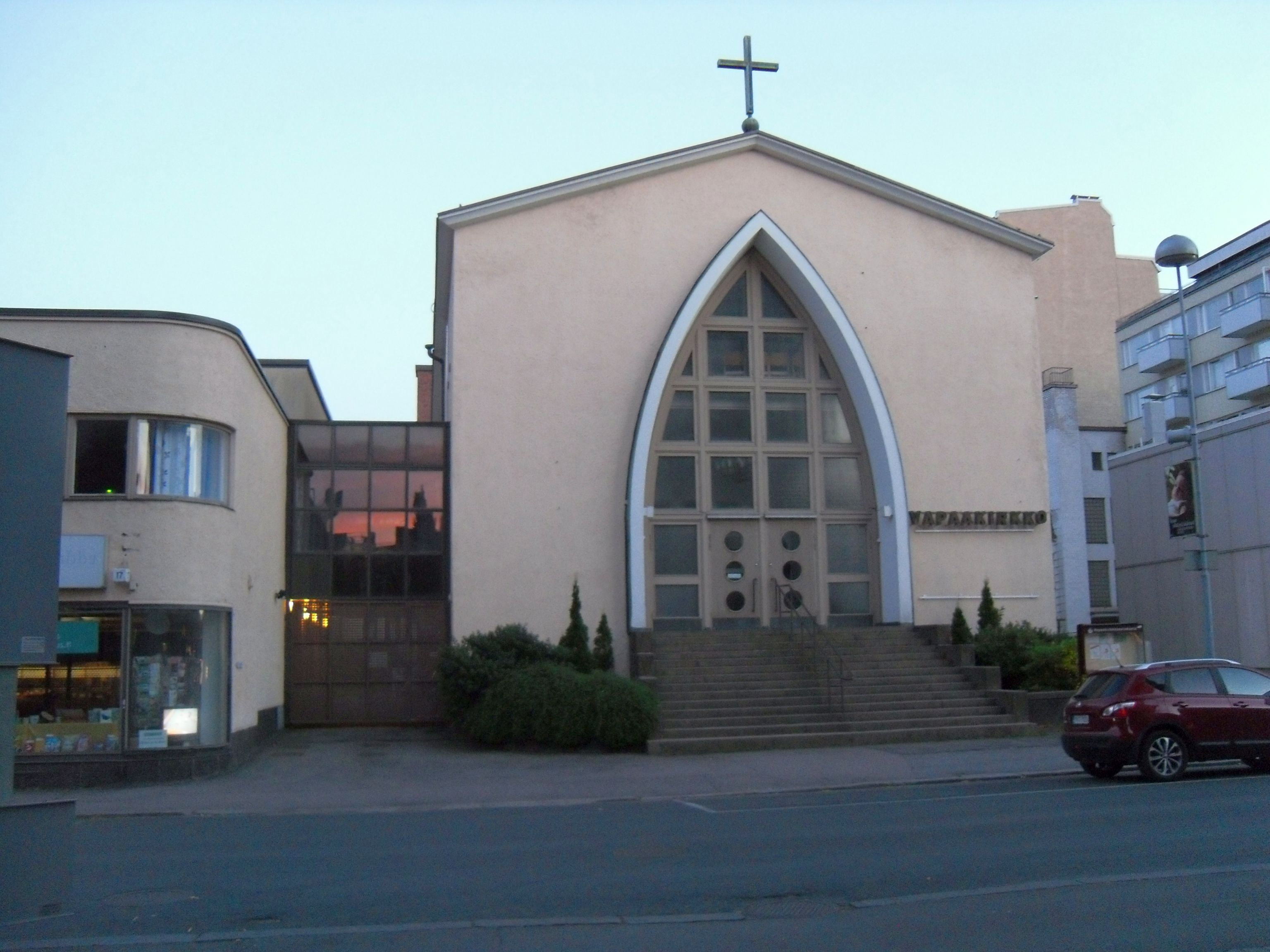
Iglesia Libre de Tampere, Finlandia

Una iglesia libre es cualquier confesión cristiana que esté intrínsecamente separada del gobierno (a diferencia de una iglesia estatal). Una iglesia libre no define la política gubernamental ni acepta la teología de la iglesia ni las definiciones de políticas del gobierno. Una iglesia libre tampoco busca ni recibe respaldo ni financiación del gobierno para llevar a cabo su trabajo. El término sólo es relevante en países con iglesias estatales establecidas. Sin perjuicio de que la descripción "libre" no tenga connotaciones doctrinales o políticas inherentes. Un individuo que pertenece a una iglesia libre se conoce como eclesiástico libre o, históricamente, eclesiástico libre.
En Escandinavia, los miembros de la iglesia libres incluirían a los cristianos protestantes que no son comulgantes de la iglesia nacional mayoritaria, como la Iglesia de Suecia.
En Inglaterra, donde la Iglesia de Inglaterra era la iglesia establecida, otras denominaciones protestantes como los presbiterianos, los congregacionalistas, los bautistas, los hermanos de Plymouth, los metodistas y la Sociedad Religiosa de los Amigos son, en consecuencia, iglesias libres. En Escocia podría usarse con respecto a cualquier denominación protestante, incluida la Iglesia Libre de Escocia, la Iglesia Presbiteriana Libre de Escocia, la Iglesia Presbiteriana Reformada de Escocia, etc., a diferencia de la Iglesia de Escocia establecida.

## Historia
En la Edad Media, grupos como los valdenses eran en la práctica iglesias libres. En la Europa del siglo XVI, dentro de los movimientos radicales como los anabaptistas había iglesias libres con pequeñas excepciones como la Rebelión de Münster. Los menonitas, los amish, la Sociedad Religiosa de los Amigos y otras iglesias mantienen sistemas políticos eclesiásticos libres hasta la fecha tanto en Europa como en América del Norte.
Las iglesias libres también evolucionaron en los EE. UU. apoyadas por la separación oficial de la iglesia y el estado, mientras que gran parte de Europa mantiene cierta participación gubernamental en la religión y las iglesias a través de impuestos para apoyarlas y mediante el nombramiento de ministros y obispos, etc., aunque se han fundado iglesias libres en Europa fuera del sistema estatal.

## Por denominación

### Anglicanismo
Una iglesia en Inglaterra de tradición anglicana ha utilizado el nombre de 'Iglesia Libre', conocida como Iglesia Libre de Inglaterra. John Gifford había fundado una iglesia libre en Bedford, Inglaterra, en 1650.

### Presbiterianismo
Algunas iglesias en Escocia e Irlanda del Norte, principalmente de la escisión de la tradición presbiteriana, han utilizado el nombre de "Iglesia Libre". La más importante de ellas que persiste en la actualidad es la Iglesia Libre de Escocia. La Iglesia principal de Escocia es la iglesia nacional que es presbiteriana y la iglesia madre del presbiterianismo en todo el mundo, y no forma parte de la "Iglesia Libre".

### Disidentes e inconformistas ingleses
En Inglaterra y Gales, a finales del siglo XIX, los nuevos términos "eclesiástico libre" e "Iglesia libre" comenzaron a reemplazar a "disidente" o inconformista.

### Iglesia Metodista Libre
Entre las Iglesias metodistas, llamar "libre" a una iglesia no indica ninguna relación particular con un gobierno. Más bien, la Iglesia Metodista Libre se llama así por tres, posiblemente cuatro, razones, dependiendo de la fuente a la que se haga referencia. La palabra "Libre" fue sugerida y adoptada porque la nueva iglesia iba a ser una iglesia antiesclavista (la esclavitud era un problema en esos días), porque los bancos en las iglesias debían ser gratuitos para todos en lugar de venderse o alquilarse (como era el caso común), y porque la nueva iglesia esperaba la libertad del Espíritu Santo en los servicios en lugar de una formalidad asfixiante. Sin embargo, según World Book Encyclopedia, el tercer principio era la "libertad" respecto de sociedades secretas y juramentadas (en particular, los masones).

### Pietismo radical
Las denominaciones pertenecientes a la Federación Internacional de Iglesias Evangélicas Libres tienen sus raíces en el movimiento pietista radical. Los pietistas radicales se separaron de las iglesias luteranas, que tenían el estatus de iglesias estatales en Europa.

## Por país

### Estados Unidos
En los Estados Unidos, la Primera Enmienda prohíbe al gobierno establecer una religión, lo que significa que todas las iglesias son consideradas iglesias libres. A pesar de esto, muchas iglesias en el país han solicitado la exención de impuestos bajo la sección 501c3 del Código de Rentas Internas. Esta acción implica que las iglesias deben cumplir con ciertas regulaciones adicionales para mantener dicha exención. Aquellas iglesias que operan bajo la estructura 501(c)(3) enfrentan limitaciones en cuanto al discurso político: no pueden dedicar una parte significativa de sus actividades a la propaganda o intentar influir en la legislación. Además, estas organizaciones tienen prohibido participar o intervenir en campañas políticas a favor o en contra de cualquier candidato político.

### Alemania
En Alemania, las iglesias protestantes fuera de la Iglesia Evangélica en Alemania están bajo una etiqueta común y denominadas colectivamente "iglesias libres" (Freikirchen) o "iglesias protestantes libres" (Evangelische Freikirchen). Esto incluye denominaciones relativamente nuevas como los bautistas, metodistas, etc., así como otras más antiguas como los menonitas y la Iglesia Evangélica Luterana Libre (Alemania).

### China
El Pew Research Center estimó a principios de la década de 2010 que China tiene 35 millones de protestantes independientes (principalmente en iglesias caseras) y 3,3 millones de católicos clandestinos.

### Suecia
En Suecia, la expresión iglesia independiente (sueco: frikyrka) generalmente se refiere a cualquier denominación cristiana protestante que no forme parte de la Iglesia de Suecia, la cual era la iglesia estatal sueca hasta el 1 de enero de 2000. Este grupo incluye a los bautistas, pentecostales, metodistas, entre otros.

## Lista de denominaciones que llevan el nombre de "Iglesia Libre"

### Canadá
- Iglesia Evangélica Libre de Canadá

### Europa
- Iglesia Evangélica Luterana Libre

### Inglaterra
- Iglesia libre de Inglaterra

### Alemania
- Iglesia Evangélica Luterana Libre (Alemania)
- Iglesia Evangélica Luterana Independiente
- Unión de Congregaciones de la Iglesia Evangélica Libre en Alemania
- Antigua Iglesia Apostólica

### Hong Kong, China
- Iglesia Evangélica Libre de China (con sede en Hong Kong)

### Islandia
- Iglesia Libre de Reikiavik
- Iglesia libre de Hafnarfjordur

### Japón
- Iglesia Evangélica Libre de Japón

### Malasia
- Iglesia Evangélica Libre de Malasia

### Irlanda del Norte
- Iglesia Presbiteriana Libre del Úlster

### Noruega
- Iglesia Evangélica Luterana Libre de Noruega

### Escocia
- Iglesia libre de Escocia (1843-1900)
- Iglesia Libre de Escocia (posterior a 1900)
- Iglesia Presbiteriana Libre de Escocia (posterior a 1893)
- Iglesia Libre de Escocia (Continuación)

### Singapur
- Iglesia Evangélica Libre de Singapur

### Sudáfrica
- Iglesia nueva apostólica
- Antigua Iglesia Apostólica

### Suiza
- Iglesia Evangélica Libre de Ginebra

### Ucrania
- Bautistas en Ucrania
- Unión Evangélica Bautista de Ucrania
- Shtundistas

### Estados Unidos
- Iglesia Luterana Libre, 1897 a 1963
- Asociación de Congregaciones Luteranas Libres, 1962-presente
- Iglesia del Pacto Evangélico
- Iglesia Evangélica Libre de América